# Ukraina vid världsmästerskapen i simsport 2022
Ukraina tävlade vid världsmästerskapen i simsport 2022 i Budapest i Ungern mellan den 17 juni och 3 juli 2022. Ukraina hade en trupp på 31 idrottare, varav 15 damer och 16 herrar.

## Medaljörer
| Medalj | Namn | Sport                | Gren                       | Datum   |
| ------ | --- | -------------------- | -------------------------- | ------- |
| Guld   | Maryna Aleksijiva Vladyslava Aleksijiva Olesia Derevjantjenko Marta Fjedina Veronika Hrysjko Sofija Matsijevska Darja Mosjynska Anhelina Ovtjynnikova Anastasija Sjmonina Valerija Tysjtjenko | Konstsim             | Fri kombination            | 20 juni |
| Guld   | Maryna Aleksijiva Vladyslava Aleksijiva Olesia Derevjantjenko Marta Fjedina Veronika Hrysjko Sofija Matsijevska Darja Mosjynska Anhelina Ovtjynnikova Anastasija Sjmonina Valerija Tysjtjenko | Konstsim             | Highlight                  | 25 juni |
| Silver | Marta Fjedina | Konstsim             | Tekniskt program solo      | 18 juni |
| Silver | Maryna Aleksijiva Vladyslava Aleksijiva | Konstsim             | Tekniskt program par       | 19 juni |
| Silver | Marta Fjedina | Konstsim             | Fritt program solo         | 22 juni |
| Silver | Maryna Aleksijiva Vladyslava Aleksijiva | Konstsim             | Fritt program par          | 23 juni |
| Silver | Maryna Aleksijiva Vladyslava Aleksijiva Olesia Derevjantjenko Marta Fjedina Veronika Hrysjko Sofija Matsijevska Anhelina Ovtjynnikova Valerija Tysjtjenko                                     | Konstsim             | Fritt program lag          | 24 juni |
| Silver | Oleksij Sereda Sofija Lyskun | Simhopp              | Mixat parhopp 10 meter     | 1 juli  |
| Brons  | Mychajlo Romantjuk | Simning              | Herrarnas 800 meter frisim | 21 juni |
| Brons  | Mychajlo Romantjuk | Öppet vatten-simning | Herrarnas 5 km             | 27 juni |

## Konstsim
Ukraina hade en trupp på 10 konstsimmare.
Damer
| Idrottare | Gren                  | Försöksheat   | Försöksheat   | Final            | Final            |
| Idrottare | Gren                  | Poäng         | Placering     | Poäng            | Placering        |
| --- | --------------------- | ------------- | ------------- | ---------------- | ---------------- |
| Marta Fjedina | Tekniskt program solo | 90,9382       | 2 Q           | 91,9555          | 2                |
| Marta Fjedina | Fritt program solo    | 92,6333       | 2 Q           | 93,8000          | 2                |
| Maryna Aleksijiva Vladyslava Aleksijiva | Tekniskt program par  | 91,8565       | 2 Q           | 91,8617          | 2                |
| Maryna Aleksijiva Vladyslava Aleksijiva | Fritt program par     | 94,0000       | 2 Q           | 94,1667          | 2                |
| | Tekniskt program lag  | Startade inte | Startade inte | Gick inte vidare | Gick inte vidare |
| Maryna Aleksijiva Vladyslava Aleksijiva Olesia Derevjantjenko Marta Fjedina Veronika Hrysjko Sofija Matsijevska Anhelina Ovtjynnikova Valerija Tysjtjenko                                     | Fritt program lag     | 94,3667       | 2 Q           | 95,0000          | 2                |
| Maryna Aleksijiva Vladyslava Aleksijiva Olesia Derevjantjenko Marta Fjedina Veronika Hrysjko Sofija Matsijevska Darja Mosjynska Anhelina Ovtjynnikova Anastasija Sjmonina Valerija Tysjtjenko | Fri kombination       | 93,9333       | 1 Q           | 95,0333          | 1                |
| Maryna Aleksijiva Vladyslava Aleksijiva Olesia Derevjantjenko Marta Fjedina Veronika Hrysjko Sofija Matsijevska Darja Mosjynska Anhelina Ovtjynnikova Anastasija Sjmonina Valerija Tysjtjenko | Highlight             | 94,2333       | 1 Q           | 95,0333          | 1                |

## Simhopp
Ukraina hade en trupp på nio simhoppare.
Herrar
| Idrottare                           | Gren                   | Försöksheat | Försöksheat | Semifinal        | Semifinal        | Final            | Final            |
| Idrottare                           | Gren                   | Poäng       | Placering   | Poäng            | Placering        | Poäng            | Placering        |
| ----------------------------------- | ---------------------- | ----------- | ----------- | ---------------- | ---------------- | ---------------- | ---------------- |
| Oleh Kolodij                        | 1 m svikt              | 277,65      | 37          | —                | —                | Gick inte vidare | Gick inte vidare |
| Danylo Konovalov                    | 3 m svikt              | 260,65      | 50          | Gick inte vidare | Gick inte vidare | Gick inte vidare | Gick inte vidare |
| Jevhen Naumenko                     | 10 m plattform         | 326,25      | 26          | Gick inte vidare | Gick inte vidare | Gick inte vidare | Gick inte vidare |
| Stanislav Olifertjyk                | 1 m svikt              | 312,80      | 30          | —                | —                | Gick inte vidare | Gick inte vidare |
| Oleksij Sereda                      | 10 m plattform         | 437,55      | 4 Q         | 458,80           | 4 Q              | 477,45           | 6                |
| Oleksandr Horsjkovozov Oleh Kolodij | Parhopp 3 m svikt      | 353,64      | 8 Q         | —                | —                | 362,43           | 9                |
| Kirill Boljuch Oleksij Sereda       | Parhopp 10 m plattform | 393,00      | 2 Q         | —                | —                | 396,27           | 4                |

Damer
| Idrottare                   | Gren                   | Försöksheat | Försöksheat | Semifinal | Semifinal | Final            | Final            |
| Idrottare                   | Gren                   | Poäng       | Placering   | Poäng     | Placering | Poäng            | Placering        |
| --------------------------- | ---------------------- | ----------- | ----------- | --------- | --------- | ---------------- | ---------------- |
| Sofija Lyskun               | 10 m plattform         | 323,65      | 5 Q         | 279,40    | 14        | Gick inte vidare | Gick inte vidare |
| Ksenija Bajlo Sofija Lyskun | Parhopp 10 m plattform | 267,72      | 8 Q         | —         | —         | 283,08           | 6                |

Mixat
| Idrottare                    | Gren                         | Försöksheat | Försöksheat | Final  | Final     |
| Idrottare                    | Gren                         | Poäng       | Placering   | Poäng  | Placering |
| ---------------------------- | ---------------------------- | ----------- | ----------- | ------ | --------- |
| Oleksij Sereda Sofija Lyskun | Mixat parhopp 10 m plattform | —           | —           | 317,01 | 2         |

## Simning
Ukraina hade en trupp på 10 simmare.
Herrar
| Idrottare            | Gren            | Heat     | Heat      | Semifinal        | Semifinal        | Final            | Final            |
| Idrottare            | Gren            | Tid      | Placering | Tid              | Placering        | Tid              | Placering        |
| -------------------- | --------------- | -------- | --------- | ---------------- | ---------------- | ---------------- | ---------------- |
| Vladyslav Buchov     | 50 m frisim     | 21,87    | 5 Q       | 21,87            | 10               | Gick inte vidare | Gick inte vidare |
| Vladyslav Buchov     | 50 m fjärilsim  | 23,66    | 25        | Gick inte vidare | Gick inte vidare | Gick inte vidare | Gick inte vidare |
| Andrij Hovorov       | 50 m frisim     | 22,71    | 41        | Gick inte vidare | Gick inte vidare | Gick inte vidare | Gick inte vidare |
| Andrij Hovorov       | 50 m fjärilsim  | 23,34    | 11 Q      | 23,31            | 14               | Gick inte vidare | Gick inte vidare |
| Denys Kesil          | 200 m fjärilsim | 1.58,36  | 22        | Gick inte vidare | Gick inte vidare | Gick inte vidare | Gick inte vidare |
| Volodymyr Lisovets   | 100 m bröstsim  | 1.02,33  | 33        | Gick inte vidare | Gick inte vidare | Gick inte vidare | Gick inte vidare |
| Vadym Naumenko       | 200 m medley    | 2.02,00  | 24        | Gick inte vidare | Gick inte vidare | Gick inte vidare | Gick inte vidare |
| Maksym Ovtjinnikov   | 50 m bröstsim   | 27,99    | 24        | Gick inte vidare | Gick inte vidare | Gick inte vidare | Gick inte vidare |
| Maksym Ovtjinnikov   | 200 m bröstsim  | 2.13,33  | 21        | Gick inte vidare | Gick inte vidare | Gick inte vidare | Gick inte vidare |
| Mychajlo Romantjuk   | 400 m frisim    | 3.52,92  | 24        | —                | —                | Gick inte vidare | Gick inte vidare |
| Mychajlo Romantjuk   | 800 m frisim    | 7.44,75  | 1 Q       | —                | —                | 7.40,05 0NR0     | 3                |
| Mychajlo Romantjuk   | 1 500 m frisim  | 14.50,68 | 2 Q       | —                | —                | 14.40,98         | 5                |
| Serhij Sjevtsov      | 100 m frisim    | 50,28    | 45        | Gick inte vidare | Gick inte vidare | Gick inte vidare | Gick inte vidare |
| Oleksandr Zjeltjakov | 100 m ryggsim   | 54,86    | 21        | Gick inte vidare | Gick inte vidare | Gick inte vidare | Gick inte vidare |
| Oleksandr Zjeltjakov | 200 m ryggsim   | 2.02,69  | 23        | Gick inte vidare | Gick inte vidare | Gick inte vidare | Gick inte vidare |

Damer
| Idrottare      | Gren           | Heat    | Heat      | Semifinal        | Semifinal        | Final            | Final            |
| Idrottare      | Gren           | Tid     | Placering | Tid              | Placering        | Tid              | Placering        |
| -------------- | -------------- | ------- | --------- | ---------------- | ---------------- | ---------------- | ---------------- |
| Kamila Isajeva | 100 m bröstsim | 1.09,66 | 29        | Gick inte vidare | Gick inte vidare | Gick inte vidare | Gick inte vidare |
| Kamila Isajeva | 200 m bröstsim | 2.32,53 | 25        | Gick inte vidare | Gick inte vidare | Gick inte vidare | Gick inte vidare |

## Öppet vatten-simning
Ukraina hade en trupp på tre öppet vatten-simmare (1 man och 2 kvinnor)
Herrar
| Idrottare          | Gren  | Tid       | Placering |
| ------------------ | ----- | --------- | --------- |
| Mychajlo Romantjuk | 5 km  | 53.13,9   | 3         |
| Mychajlo Romantjuk | 10 km | 1:51.41,6 | 6         |

Damer
| Idrottare           | Gren  | Tid       | Placering |
| ------------------- | ----- | --------- | --------- |
| Marija Bondarenko   | 5 km  | 1:05.56,3 | 44        |
| Marija Bondarenko   | 10 km | 2:18.41,7 | 51        |
| Krystyna Pantjisjko | 5 km  | 1:01.00,3 | 25        |
| Krystyna Pantjisjko | 10 km | 2:06.52,8 | 26        |